# Ocotea guianensis
Ocotea guianensis är en lagerväxtart som beskrevs av Jean Baptiste Christophe Fusée Aublet. Ocotea guianensis ingår i släktet Ocotea och familjen lagerväxter. Utöver nominatformen finns också underarten O. g. subsericea.